# Steven Guerra
Steven Antonio Guerra Tejada (12 marzo 2005) è un calciatore salvadoregno, attaccante dell'Isidro Metapán e della nazionale salvadoregna.

## Carriera

### Club
Cresciuto nel settore giovanile del Chalatenango, ha debuttato in prima squadra il 16 gennaio 2022 nell'incontro di Primera División de Fútbol Profesional pareggiato 0-0 contro l'Atlético Marte. Nel 2023 è stato acquistato dal Dragón, con cui ha disputato una stagione da titolare prima di firmare con l'Isidro Metapán.

### Nazionale
Ha giocato nella nazionale salvadoregna Under-20.
Ha debuttato con la nazionale maggiore salvadoregna il 16 novembre 2023 nell'incontro amichevole pareggiato 1-1 contro Curaçao.
Nel 2025 è stato incluso nella lista dei convocati per la CONCACAF Gold Cup 2025.

## Statistiche
Statistiche aggiornate al 16 giugno 2025.

### Presenze e reti nei club
| Stagione        | Squadra         | Campionato      | Campionato | Campionato | Coppe nazionali | Coppe nazionali | Coppe nazionali | Coppe continentali | Coppe continentali | Coppe continentali | Altre coppe | Altre coppe | Altre coppe | Totale | Totale | Totale |
| Stagione        | Squadra         | Comp            | Pres       | Reti       | Comp            | Pres            | Reti            | Comp               | Pres               | Reti               | Comp        | Pres        | Reti        | Pres   | Reti   |        |
| --------------- | --------------- | --------------- | ---------- | ---------- | --------------- | --------------- | --------------- | ------------------ | ------------------ | ------------------ | ----------- | ----------- | ----------- | ------ | ------ | ------ |
| 2021-2022       | Chalatenango    | PD              | 5          | 0          | -               | -               | -               | -                  | -                  | -                  | -           | -           | -           | 5      | 0      |        |
| 2022-2023       | Chalatenango    | PD              | 25         | 3          | -               | -               | -               | -                  | -                  | -                  | -           | -           | -           | 25     | 3      |        |
| 2023-2024       | Dragón          | PD              | 39         | 5          | -               | -               | -               | -                  | -                  | -                  | -           | -           | -           | 39     | 5      |        |
| 2024-2025       | Isidro Metapán  | PD              | 36         | 9          | -               | -               | -               | -                  | -                  | -                  | -           | -           | -           | 36     | 9      |        |
| Totale carriera | Totale carriera | Totale carriera | 105        | 17         |                 | -               | -               |                    | -                  | -                  |             | -           | -           | 105    | 17     |        |

### Cronologia presenze e reti in nazionale
| Cronologia completa delle presenze e delle reti in nazionale ― El Salvador | Cronologia completa delle presenze e delle reti in nazionale ― El Salvador | Cronologia completa delle presenze e delle reti in nazionale ― El Salvador | Cronologia completa delle presenze e delle reti in nazionale ― El Salvador | Cronologia completa delle presenze e delle reti in nazionale ― El Salvador | Cronologia completa delle presenze e delle reti in nazionale ― El Salvador | Cronologia completa delle presenze e delle reti in nazionale ― El Salvador | Cronologia completa delle presenze e delle reti in nazionale ― El Salvador |
| Data                                                                       | Città                                                                      | In casa                                                                    | Risultato                                                                  | Ospiti                                                                     | Competizione                                                               | Reti                                                                       | Note                                                                       |
| -------------------------------------------------------------------------- | -------------------------------------------------------------------------- | -------------------------------------------------------------------------- | -------------------------------------------------------------------------- | -------------------------------------------------------------------------- | -------------------------------------------------------------------------- | -------------------------------------------------------------------------- | -------------------------------------------------------------------------- |
| 16-11-2023                                                                 | Willemstad                                                                 | Curaçao                                                                    | 1 – 1                                                                      | El Salvador                                                                | Amichevole                                                                 | -                                                                          | 85’                                                                        |
| 20-11-2023                                                                 | Willemstad                                                                 | Curaçao                                                                    | 1 – 1                                                                      | El Salvador                                                                | Amichevole                                                                 | -                                                                          | 63’ 91’                                                                    |
| 2-2-2024                                                                   | San José                                                                   | Costa Rica                                                                 | 2 – 0                                                                      | El Salvador                                                                | Amichevole                                                                 | -                                                                          | 90’                                                                        |
| 31-5-2025                                                                  | Chattanooga                                                                | El Salvador                                                                | 1 – 1                                                                      | Guatemala                                                                  | Amichevole                                                                 | -                                                                          | 46’                                                                        |
| Totale                                                                     |                                                                            | Presenze                                                                   | 4                                                                          |                                                                            | Reti                                                                       | 0                                                                          |                                                                            |